# 14643 Morata
14643 Morata este un asteroid din centura principală de asteroizi.

## Descriere
14643 Morata este un asteroid din centura principală de asteroizi. A fost descoperit pe 24 noiembrie 1998 la Blauvac de René Roy. El prezintă o orbită caracterizată de o semiaxă mare de 2,42 ua, o excentricitate de 0,22 și o înclinație de 9,2° în raport cu ecliptica.